# Opeth
Opeth – szwedzka grupa, grająca metal progresywny połączony z death metalem, założona w 1990 w Sztokholmie. Liderem zespołu jest Mikael Åkerfeldt, piszący muzykę i teksty, będący wokalistą oraz gitarzystą zespołu.
Nazwa zespołu pochodzi z książki Wilbura Smitha – Ptak Słońca. W niej Opet to zaginione, starożytne miasto Fenicjan w Botswanie na południu Afryki, zwane Księżycowym Miastem.
Muzyka Opeth to specyficzny death metal, połączony z rockiem progresywnym. Ten ostatni staje się szczególnie widoczny od płyty Blackwater Park, gdy Opeth nawiązał współpracę ze Stevenem Wilsonem, liderem rockowej grupy Porcupine Tree. Kompozycje grupy, trwające często ponad 10 minut, składają się z granych naprzemiennie spokojnych, rockowych zwrotek, z czystym śpiewem Åkerfeldta, gitarą akustyczną i jazzową perkusją oraz ostrych – z growlem, szybką gitarą prowadzącą i wyrazistą stopą. W dorobku grupy znajdują się także utwory w całości utrzymane w gatunku rocka progresywnego (np. „Harvest”, „A Fair Judgement” czy cały album Damnation). Zespół aktualnie wydaje swoje płyty w wytwórni Roadrunner Records.
Zespół na przestrzeni lat mocno ewoluował 
Ostatnim albumem z elementami Death Metalu jest Watershed z 2008 roku a od albumu Heritage zespół gra Rocka Progresywnego wzorując się na zespołach z lat 70 O 
Ostatni album grupy to The Last Will and Testament z 2024 roku.

## Historia

### Początki zespołu (1990–1993)
Zespół Opeth założył w 1990 roku w Sztokholmie David Isberg. W tym czasie przez zespół przewijało się bardzo wiele osób pozostających w składzie niekiedy bardzo krótko. Przyjaciel Isberga, Mikael Åkerfeldt, dołączył do Opeth ponieważ jego zespół Eruption zaczął się rozpadać. Wkrótce do Åkerfeldta grającego na gitarze i Isberga udzielającego się wokalnie dołączyli: poprzedni perkusista Eruption – Anders Nordin, basista Nick Döring oraz drugi gitarzysta Andreas Dimeo. Skład ten zagrał jeden koncert, po którym z zespołu odeszli Dimeo i Döring. Na ich miejsce przyszli wkrótce Kim Petterson i Johan DeFarfalla. Po drugim koncercie DeFarfalla odszedł, natomiast Petterson został do kolejnego koncertu. Na owym koncercie na basie grał Peter Lindgren, który po odejściu Kima wrócił do gitary – swojego oryginalnego instrumentu.
Isberg odszedł z zespołu z powodu „różnic twórczych”, a ponieważ Mikael miał doświadczenia wokalne z zespołu Eruption, objął to stanowisko i natychmiast zaczął pisać nowy materiał z Peterem. Zespół ćwiczył w trzyosobowym składzie przez ponad rok, aż w końcu dołączył do nich Stefan Guteklint, obejmując osierocony bas.

### Pierwsze albumy (1994–2000)
Po podpisaniu kontraktu z Candlelight Records, Guteklint został wydalony. Zespół nagrał w 1994 swój debiutancki album Orchid z Johanem DeFarfallą jako studyjnym basistą. Album został wydany w 1995, a DeFarfalla został pełnoprawnym członkiem zespołu. Zespół sam zajął się produkcją, Dan Swanö zajął się realizacją dźwięku.
Drugi album, Morningrise, został nagrany na przełomie marca i kwietnia 1996 i wydany później tego samego roku. Opeth ruszył w swoją pierwszą trasę koncertową po Europie u boku Cradle of Filth. W trakcie tej trasy odwiedzili również Polskę. Po jej zakończeniu z zespołu wyrzucony został DeFarfalla, a Anders Nordin opuścił zespół i przeprowadził się do Brazylii.
Trzeci album, My Arms, Your Hearse, został nagrany po przyjęciu perkusisty Martina Lopeza, który opuścił zespół Amon Amarth by przyłączyć się do Opeth. Przyjaciel Lopeza, Martin Mendez, został przyjęty na bas, ale z powodu braku czasu nie był w stanie opanować nowego materiału i w studiu na basie grał Åkerfeldt. Po nagraniu My Arms, Your Hearse wygasł kontrakt z Candlelight Records.
W 1999 roku zespół nagrał kolejny album, Still Life wydany przez Peaceville Records. Album ten jest uważany za punkt zwrotny w brzmieniu zespołu – zawiera dużo niespotykanych wcześniej elementów, głównie za sprawą gry na perkusji Lopeza i zastosowania nieużywanego od lat 1970. efektu e-bow. Jest drugim po My Arms, Your Hearse albumem konceptowym z równie tajemniczą atmosferą.

### Współpraca ze Stevenem Wilsonem i sukces komercyjny (2001–2004)
Piąty album, Blackwater Park, przyniósł zespołowi komercyjny sukces. Z pewnością, jednym z powodów było nakłonienie do współpracy Stevena Wilsona z zespołu Porcupine Tree, który zajął się produkcją, wprowadził wiele nowych elementów do brzmienia zespołu, a także zagrał kilka partii gitarowych i klawiszowych.
Współpraca z Wilsonem zaowocowała jeszcze dwoma albumami – wydanym w drugiej połowie 2002 Deliverance, oraz wydanym niecałe pół roku później Damnation. Początkowo oba albumy miały być wydano jako jeden podwójny album – materiał do nich powstał w tym samym czasie, podobnie nagrania studyjne. Deliverance jest uważany za jeden z najcięższych albumów zespołu i jednocześnie jeden z najłagodniejszych ze względu na ogromne kontrasty wewnątrz utworów. Damnation natomiast jest całkowicie progrockowym albumem i bezpośrednio nawiązuje on do brzmienia charakterystycznego dla progresywnych zespołów lat 70.
W 2004 roku wydane zostało DVD Lamentations (Live at Shepherd’s Bush Empire 2003) z nagraniem koncertu z 2003, który odbył się w londyńskim Shepherd’s Bush Empire. Koncert podzielony był na dwie części – ciężką, zawierającą materiał z Blackwater Park i Deliverance, oraz łagodną zawierającą cały album Damnation oraz utwór „Harvest” z Blackwater Park. Koncert ten był częścią trasy promującej bliźniacze albumy. Podczas tych występów Per Wiberg z zespołu Spiritual Beggars po raz pierwszy współpracował z Opeth, grając partie klawiszy. Wtedy też Opeth po raz kolejny odwiedził Polskę, grając na Metalmanii. Na krążku DVD znalazł się również film dokumentalny zawierający relację ze studia i wywiady z artystami.

### Ghost ReveriesiWatershed(2005–2011)
W 2005 Opeth wydał album Ghost Reveries w Roadrunner Records – przez część fanów i krytyków uznawany za najlepsze dotychczas dzieło zespołu. Mikael Åkerfeldt zaprezentował nowy styl czystego śpiewu oraz znacznie pogłębiony growl. Klawisze stanowią niemal wyłącznie tło i doskonale wpisują się w charakter albumu. Per Wiberg został stałym członkiem zespołu.
W kolejnych latach skład grupy zaczął ulegać zmianie – w 2006 roku zespół opuścił Martin Lopez, a jego miejsce zajął Martin „Axe” Axenrot. W roku 2007, po 16 latach udzielania się w Opeth, z członkostwa w zespole zrezygnował także Peter Lindgren. Zastąpił go, dotychczas znany z zespołów Talisman, Arch Enemy i Krux, Fredrik Åkesson, uznawany za jednego z najlepszych szwedzkich gitarzystów. W tym składzie Opeth przystąpił do nagrywania dziewiątego studyjnego albumu. Jego zapowiedź pojawiła się oficjalnie w lutym 2008. Płyta zatytułowana Watershed zawiera 7 utworów o łącznej długości ok. 55 minut (oprócz tego w czasie sesji nagraniowej grupa stworzyła także dodatkowy utwór oraz 3 covery, które zostały zamieszczone w edycji specjalnej). 25 kwietnia 2008 album wyciekł do sieci, oficjalnie pojawił się w sprzedaży 2 czerwca. 18 kwietnia został wydany singel Porcelain Heart, do którego nakręcony został także teledysk, zaś niedługo później wytwórnia Roadrunner Records udostępniła utwór The Lotus Eater do pobrania za darmo z ich strony (w dwóch wersjach: zwykłej i skróconej). W 2009 roku zespół został nominowany do nagrody Manifest Awards w kategorii „Best Hard Rock/Metal” za album Watershed.

### Heritage(2011–obecnie)
W 2011 roku grupę opuścił keyboardzista Per Wiberg, którego zastąpił Joakim Svalberg.
Dziesiąty album zespołu Opeth, Heritage, został wydany 14 września 2011 roku przez Roadrunner Records. Album ten odbiega swoim stylem muzycznym od poprzednich albumów zespołu, będąc zarazem ich drugim albumem nie zawierającym growlów (pierwszym był album Damnation). Płyta zawiera 10 utworów o łącznej długości 57 minut, oraz dwa utwory dodatkowe. „Slither” jest hołdem dla Ronniego Jamesa Dio, który zmarł w czasie tworzenia tego albumu.
Opeth wyruszył w 2011 roku w trasę koncertową promującą swój najnowszy album przez Amerykę Północną oraz Europę ze swoim nowym keyboardzistą. Grali na scenie wraz z zespołem Katatonia we wrześniu i październiku, i z Pain of Salvation w listopadzie. Trasa koncertowa kontynuowała w 2012 roku i Opeth wystąpił na scenach w Turcji, Indiach, Japonii, Grecji, Izraela, Ameryki Południowej oraz Szwecji, a także w Polsce. 24 lutego 2012 zespół wystąpił na koncercie w warszawskiej „Stodole”.
W sierpniu 2012, Åkerfeldt ujawnił, że rozpoczął pisanie materiału do jedenastej płyty zespołu Opeth. Åkerfeldt stwierdził, że utwór brzmi jak zespół Goblin, i taki będzie również tytuł roboczy tego utworu.

## Tematyka utworów
Opeth, jako jeden z nielicznych zespołów z nurtu death metalowego, inspiruje swoje teksty głównie mitologią nordycką oraz twórczością J.R.R. Tolkiena. W tworach zespołu można znaleźć również nawiązania do samej Biblii, mające zazwyczaj dobitny wydźwięk. Wokalista zespołu stara się ukazać różne strony dzisiejszej społeczności, zazwyczaj negatywne, przedstawione w satyryczny lub nawet krytyczny sposób. Reprezentuje apolityczny stosunek z ukierunkowaniem na chęć zmiany świata na lepsze. Twierdzi, że każdy prawdziwy chrześcijanin powinien przeczytać Biblię, zanim zacznie wypowiadać się na tematy związane z religią. Jest zdania, że większa część Pisma Świętego jest bardziej metaforyczna niż dosłowna, jak odbiera ją większość ludzi.

## Muzycy
| 1990      | Isberg, Åkerfeldt, Nordin, Döring                        |
| 1991      | Isberg, Åkerfeldt, Nordin, Pettersson, Dimeo, DeFarfalla |
| 1992      | Isberg, Åkerfeldt, Lindgren, Nordin, Guteklint           |
| 1993      | Åkerfeldt, Lindgren, Nordin, Guteklint                   |
| 1994–1996 | Åkerfeldt, Lindgren, Nordin, DeFarfalla                  |
| 1997      | Åkerfeldt, Lindgren, Mendez, Lopez/Nordin                |
| 1998–2004 | Åkerfeldt, Lindgren, Mendez, Lopez                       |
| 2005–2006 | Åkerfeldt, Lindgren, Mendez, Lopez, Wiberg               |
| 2006–2007 | Åkerfeldt, Lindgren, Mendez, Wiberg, Axenrot             |
| 2007–2011 | Åkerfeldt, Åkesson, Mendez, Wiberg, Axenrot              |
| 2011–2021 | Åkerfeldt, Åkesson, Mendez, Axenrot, Svalberg            |
| od 2022   | Åkerfeldt, Åkesson, Mendez, Vayrynen, Svalberg           |

| - Mikael Åkerfeldt – gitara, wokal prowadzący (od 1990) - Martin Mendez – gitara basowa (od 1997) - Waltteri Väyrynen – perkusja (od 2022) - Fredrik Åkesson – gitara (od 2007) - Joakim Svalberg – instrumenty klawiszowe, wokal wspierający (od 2011) - Gene Hoglan – perkusja (2004–2005) - Martin Axenrot – perkusja (2005–2006) - Per Wiberg – instrumenty klawiszowe, wokal wspierający (2003–2005) |  | - David Isberg – wokal prowadzący (1990–1992) - Andreas Dimeo – gitara (1991) - Kim Pettersson – gitara (1991) - Johan DeFarfalla – gitara basowa (1991,1994–1996) - Stefan Guteklint – gitara basowa (1992–1993) - Mattias Ander – gitara basowa (1992) - Nick Döring – gitara basowa (1990–1991) - Anders Nordin – perkusja (1990–1997) - Martin Lopez – perkusja (1997–2006) - Peter Lindgren – gitara (1991–2007) - Per Wiberg – instrumenty klawiszowe, wokal wspierający (2005–2011) - Martin Axenrot – perkusja (2006–2022) |

## Dyskografia

### Albumy studyjne
| Rok                            | Tytuł                                                                              | Pozycja na liście | Pozycja na liście | Pozycja na liście | Pozycja na liście | Pozycja na liście | Pozycja na liście | Pozycja na liście | Pozycja na liście | Pozycja na liście | Pozycja na liście | Pozycja na liście | Pozycja na liście | Pozycja na liście | Pozycja na liście |
| Rok                            | Tytuł                                                                              | USA               | DEU               | NOR               | SWE               | FIN               | AUT               | CHE               | FRA               | NLD               | AUS               | NZL               | JPN               | GBR               | POL               |
| ------------------------------ | ---------------------------------------------------------------------------------- | ----------------- | ----------------- | ----------------- | ----------------- | ----------------- | ----------------- | ----------------- | ----------------- | ----------------- | ----------------- | ----------------- | ----------------- | ----------------- | ----------------- |
| 1995                           | Orchid - Data: 15 maja 1995 - Wydawca: Candlelight/Century Black                   | –                 | –                 | –                 | –                 | –                 | –                 | –                 | –                 | –                 | –                 | –                 | –                 | –                 | –                 |
| 1996                           | Morningrise - Data: 24 czerwca 1996 - Wydawca: Candlelight/Century Black           | –                 | –                 | –                 | –                 | –                 | –                 | –                 | –                 | –                 | –                 | –                 | –                 | –                 | –                 |
| 1998                           | My Arms, Your Hearse - Data: 18 sierpnia 1998 - Wydawca: Candlelight/Century Black | –                 | –                 | –                 | –                 | –                 | –                 | –                 | –                 | –                 | –                 | –                 | –                 | –                 | –                 |
| 1999                           | Still Life - Data: 18 października 1999 - Wydawca: Peaceville Records              | –                 | –                 | –                 | –                 | –                 | –                 | –                 | –                 | –                 | –                 | –                 | –                 | –                 | –                 |
| 2001                           | Blackwater Park - Data: 27 lutego 2001 - Wydawca: Music for Nations/Koch           | –                 | –                 | –                 | –                 | –                 | –                 | –                 | –                 | –                 | –                 | –                 | –                 | –                 | 10                |
| 2002                           | Deliverance - Data: 12 listopada 2002 - Wydawca: Music for Nations/Koch            | –                 | –                 | –                 | –                 | –                 | –                 | –                 | –                 | –                 | –                 | –                 | –                 | –                 | –                 |
| 2003                           | Damnation - Data: 22 kwietnia 2003 - Wydawca: Music for Nations/Koch               | 192               | –                 | –                 | –                 | 37                | –                 | –                 | 112               | 97                | –                 | –                 | –                 | –                 | –                 |
| 2005                           | Ghost Reveries - Data: 29 sierpnia 2005 - Wydawca: Roadrunner Records              | 64                | 39                | 21                | 9                 | 10                | –                 | –                 | 72                | 38                | 35                | –                 | 263               | 62                | 39                |
| 2008                           | Watershed - Data: 30 maja 2008 - Wydawca: Roadrunner Records                       | 23                | 23                | 7                 | 7                 | 1                 | 53                | 24                | 47                | 14                | 7                 | 26                | 52                | 34                | 35                |
| 2011                           | Heritage - Data: 14 września 2011 - Wydawca: Roadrunner Records                    | 19                | 9                 | 8                 | 4                 | 2                 | 16                | 13                | 31                | 10                | 12                | 26                | 55                | 22                | 28                |
| 2014                           | Pale Communion - Data: 26 sierpnia 2014 - Wydawca: Roadrunner Records              | 19                | 3                 | 5                 | 3                 | 1                 | 11                | 24                | 45                | 23                | 17                | 26                | 48                | 14                | 42                |
| 2016                           | Sorceress - Data: 30 września 2016 - Wydawca: Nuclear Blast                        | 24                | 1                 | 8                 | 7                 | 3                 | 10                | 6                 | 29                | 11                | 7                 | 28                | 69                | 11                | 17                |
| 2019                           | In Cauda Venenum - Data: 27 września 2019 - Wydawca: Nuclear Blast                 |                   |                   |                   |                   |                   |                   |                   |                   |                   |                   |                   |                   |                   |                   |
| 2024                           | The Last Will and Testament - Data: 22 listopada 2024 - Wydawca: Nuclear Blast     |                   |                   |                   |                   |                   |                   |                   |                   |                   |                   |                   |                   |                   |                   |
| „–” pozycja nie była notowana. |                                                                                    |                   |                   |                   |                   |                   |                   |                   |                   |                   |                   |                   |                   |                   |                   |

### Albumy koncertowe
| 2004                           | Lamentations (Live at Shepherd’s Bush Empire 2003) - Data: 24 listopada 2003 - Wydawca: Music for Nations - Format: DVD, LP                     | –  | –  | –  | –   | –   | - CAN: platynowa płyta |
| 2008                           | The Roundhouse Tapes - Data: 20 października 2008 - Wydawca: Peaceville Records - Format: DVD, LP, CD, CD+DVD, digital download                 | –  | –  | –  | 176 | –   |                        |
| 2010                           | In Live Concert at the Royal Albert Hall - Data: 21 września 2010 - Wydawca: Roadrunner Records - Format: DVD, DVD+LP, DVD+CD, digital download | 59 | 60 | 36 | –   | 161 |                        |
| „–” pozycja nie była notowana. | |    |    |    |     |     |                        |

## Teledyski
| Rok  | Tytuł                   | Reżyseria          | Album           |
| ---- | ----------------------- | ------------------ | --------------- |
| 2001 | „Harvest”               | Frederick Odefjard | Blackwater Park |
| 2003 | „Windowpane”            | Frederick Odefjard | Damnation       |
| 2005 | „The Grand Conjuration” | Bill Yukich        | Ghost Reveries  |
| 2008 | „Porcelain Heart”       | Lasse Hoile        | Watershed       |
| 2008 | „Burden”                | Lasse Hoile        | Watershed       |
| 2011 | „The Devil’s Orchard”   | Phil Mucci         | Heritage        |

## Nagrody i wyróżnienia
| Rok  | Kategoria             | Tytułem         | Nagroda | Nota      | Źródło |
| ---- | --------------------- | --------------- | ------- | --------- | ------ |
| 2002 | Årets hårdrock        | Blackwater Park | Grammis | Nominacja | [ 33 ] |
| 2003 | Årets hårdrock        | Deliverance     | Grammis | Nagroda   | [ 34 ] |
| 2009 | Årets hårdrock        | Watershed       | Grammis | Nominacja | [ 35 ] |
| 2012 | Årets hårdrock/metall | Heritage        | Grammis | Nominacja | [ 36 ] |
| 2015 | Årets hårdrock/metall | Pale Communion  | Grammis | Nominacja | [ 37 ] |